# Armejún
Armejún es una localidad española del municipio de San Pedro Manrique, perteneciente a la provincia de Soria, en la comunidad autónoma de Castilla y León. La localidad, que en el pasado contó con ayuntamiento propio, está ubicada en la comarca de las Tierras Altas y quedó despoblada en la segunda mitad del siglo XX. En 2013 volvió a estar habitada gracias a un proyecto de repoblación.

## Geografía
Esta pequeña población de la comarca de Tierras Altas está ubicada en el norte de la provincia de Soria, en su límite con La Rioja, bañado por el río Mayor o Linares, afluente del río Alhama, por lo que pertenece a la vertiente mediterránea de la provincia. El río Linares delimita la localidad por el sur, quedando al norte la sierra de Achena y al sur de la de Alcarama. Pertenece al partido judicial de Ágreda.
Las areniscas y arcillas de la zona contienen grandes cristales de pirita de hierro y alternan con caliza negra. Una copiosa fuente de agua sulfurosa desciende desde el barranco de la Yasa.
Existe sulfuro de plomo en pequeña cantidad en el entorno de Armejún. Yacimientos de plomo en las minas de San Agustín y San Bartolomé.
Desde el punto de vista jerárquico de la Iglesia católica forma parte de la Diócesis de Osma la cual, a su vez, pertenece a la Archidiócesis de Burgos.

## Historia
A la caída del Antiguo Régimen, la localidad se constituye en municipio constitucional en la región de Castilla la Vieja, partido de Ágreda  que en el censo de 1842 contaba con 34 hogares y 137 vecinos. Hacia mediados del siglo XIX, el lugar tenía contabilizadas unas 40 casas. La localidad aparece descrita en el segundo volumen del Diccionario geográfico-estadístico-histórico de España y sus posesiones de Ultramar de Pascual Madoz de la siguiente manera:

ARMEJUN: l. con ayunt. de la prov. y adm. de rent. de Soria (8 leg.), part. jud. de Agreda (8), aud. terr. y c. g. de Búrgos (24), dióc. de Calahorra (6): sit. en terreno quebrado é inmediato á un arroyo llamado Lusares, es combatido por el viento N., y disfruta de clima sano: lo forman 40 casas de poca solidez y escasas comodidades; hay casa de ayunt. que á la par sirve de cárcel; 1 fuente abundante y de buen agua qué aprovechan los vec. para sus usos, y 1 igl. parr. bajo la advocacion de San Bartolomé, aneja de la de San Miguel, de San Pedro Manrique, servidas ambas por 1 cura párroco de provision ordinaria. Confina el térm. por N. con Nabalsaz, al E. con Villarejo, al S. con Cornago, y al O. con Valdemoro: se estiende 1/2 leg. en todas direcciones, escepto por el N., cuya estension es de 1. El terreno, en lo general de mala calidad, participa de monte y llano; abraza 1,800 yugadas, de las que hay destinadas á labor 1,020, unas 60 son de segunda clase, y las restantes de tercera: en la parte baldía se crian pinos, arbustos y otras prod. silvestres, con pastos para los ganados; estas tierras no pueden reducirse á cultivo, tanto por su mala calidad y sit., cuanto por ser de aprovechamiento comun. Sus caminos están reducidos á uno de herradura que de Ambas-aguas cruza á San Pedro Manrique, se halla en mal estado: la correspondencia se recibe de la adm. de Soria por medio de un balijero que la conduce á San Pedro, á cuyo punto se va á recoger los mártes y sábados, y sale los domingos y miércoles: prod.: trigo, centeno, cebada, bisaltos y avena, siendo su mayor cosecha el centeno: cria ganado lanar, cabrio, vacuno y de cerda; el lanar es el mas preferido: pobl.: 34 vec., 137 alm.: cap. prod.: 16,382 rs. con 22 mrs.: imp.: 8,049 rs. con 16 mrs. El presupuesto municipal asciende á 1,384 rs., y se cubre por reparto vecinal.
(Madoz, 1845, p. 573)

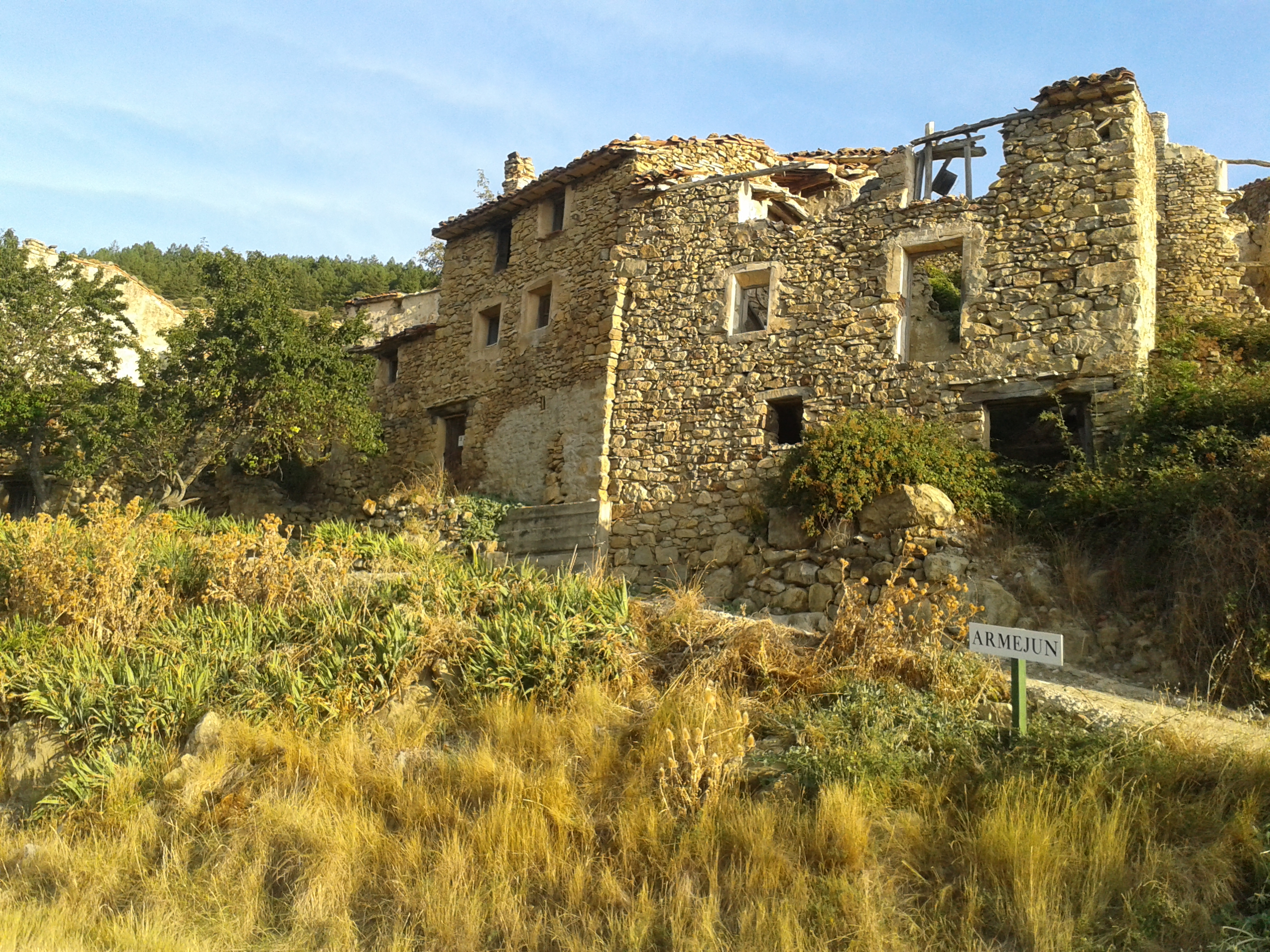
Entrada de Armejún

En 1967 el municipio de Armejún desapareció, al ser incorporado junto con el de Villarijo al término municipal de San Pedro Manrique. Contaba entonces con 34 hogares y 113 habitantes. 
La Asociación de Amigos de Armejún fue fundada en 1991, y tiene como miembros a unas 40 familias, es el motor que ha permitido reconstruir Armejún desde su situación de abandono en los años 1970 y 1980 hasta hoy en día. Mediante la asociación se ha podido llevar a cabo la reconstrucción de la iglesia, el frontón, algunas calles, el antiguo horno y el antiguo ayuntamiento, entre otros edificios.
En diciembre de 2013, el pueblo incorporó dos nuevos habitantes a través de un proyecto de repoblación y reconstrucción de la Asociación Amigos de Armejún y un grupo de jóvenes, con el objetivo de convertirlo en una ecoaldea.
En 2015 cuenta con cuatro habitantes jóvenes que están logrando que la vida renazca en este pequeño pueblo de Tierras Altas por medio de su proyecto de repoblación. La Asociación de Amigos de Armejún continúa, en colaboración con ellos, su proyecto de reconstrucción que inició hace casi veintinco años.

## Demografía

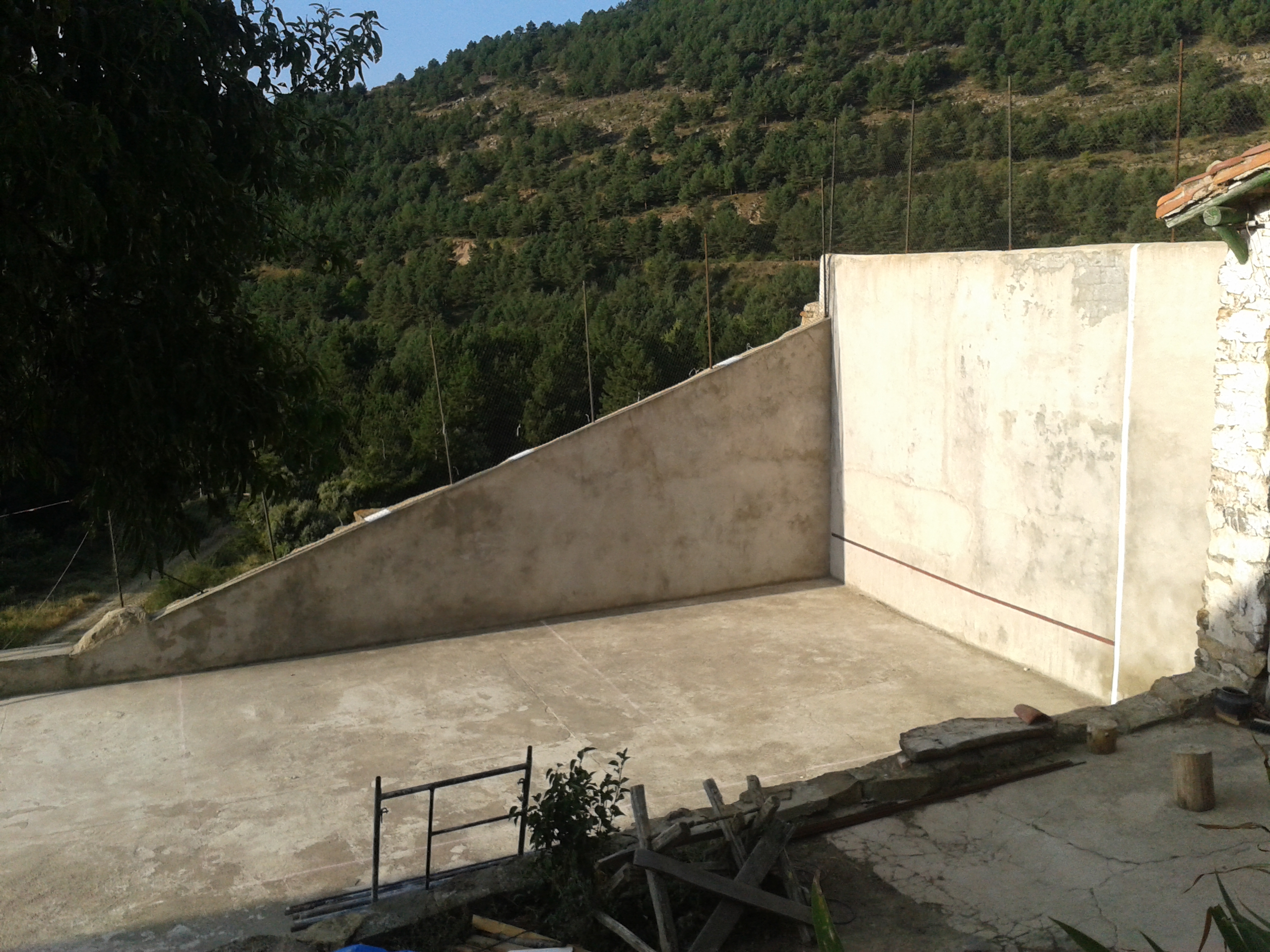
Frontón de Armejún

| Gráfica de evolución demográfica de Armejún entre 1842 y 1960 |
| |
| Población de derecho según los censos de población del INE Población de hecho según los censos de población del INEEntre el censo de 1970 y el anterior, este municipio desaparece porque se integra en el municipio 42165 (San Pedro Manrique) |

## Fiestas y tradiciones
Las fiestas patronales, en honor a San Bartolomé, se celebran el 24 de agosto. Se realiza el tradicional encendido del horno comunal y la posterior subasta de panes. También hay partidos de pelota a mana, mus y música.

## Patrimonio

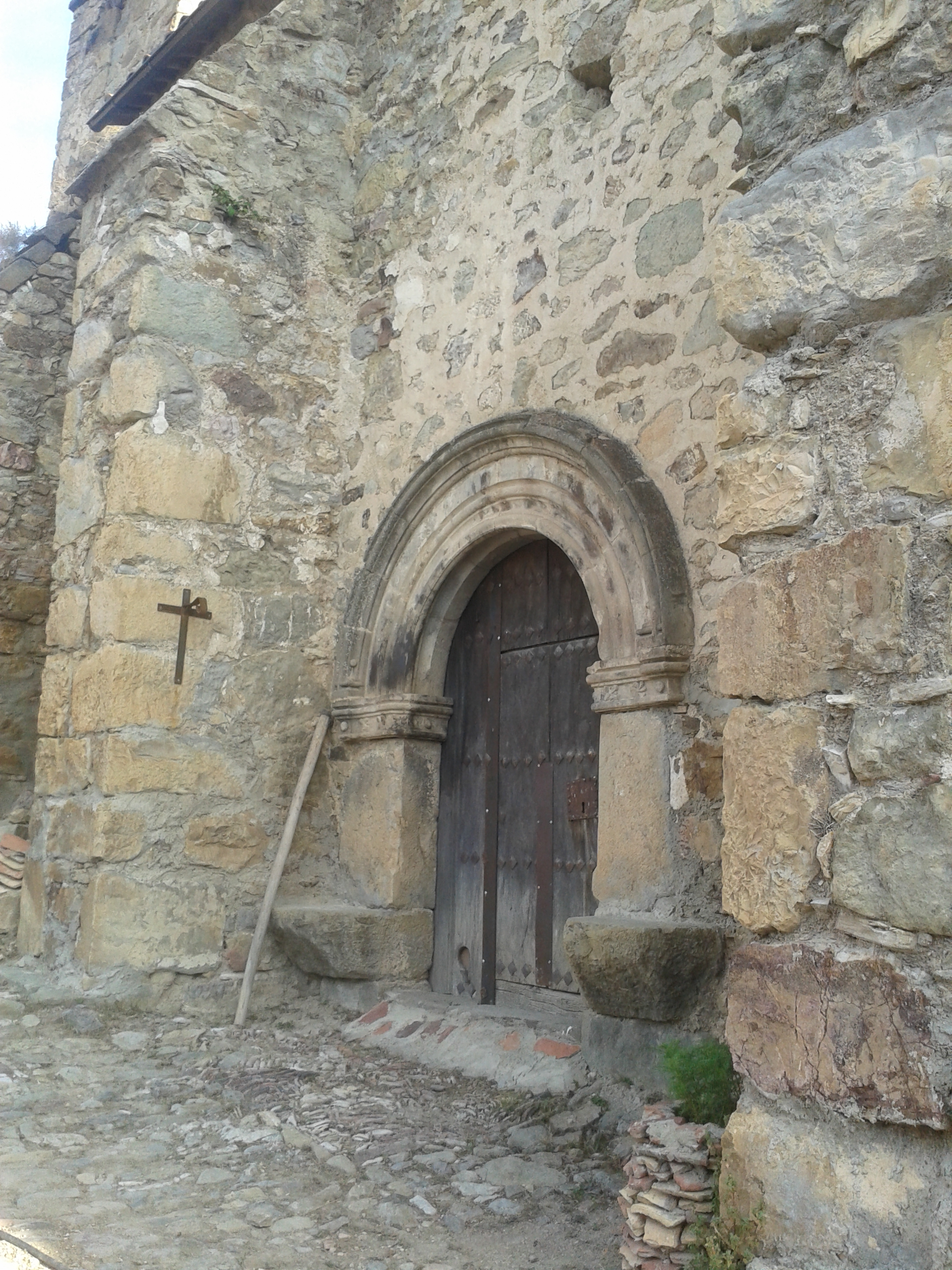
Puerta de la iglesia

En la localidad hay una iglesia bajo la advocación de San Bartolomé.